# Сільван Зідлер
Сільван Елі Зідлер (нім. Silvan Eli Sidler, нар. 7 липня 1998, Аффольтерн-ам-Альбіс, Швейцарія) — швейцарський футболіст, фланговий захисник німецького клубу «Армінія» (Білефельд).

## Ігрова кар'єра

### Клубна
Сільван Зідлер починав займатися футболом у молодіжній команді швейцарського клубу «Люцерн». У листопаді 2017 року футболіст зіграв першу гру на професійному рівні у турнірі швейцарської Суперліги. Починаючи з наступного сезону Зідлер зайняв постійне місце в основі клманди. У сезоні 2020/21 Зідлер у складі «Люцерна» став переможцем національного Кубка Швейцарії.
У липні 2022 року як вільний агент Зідлер перебрався до сусідньої Німеччини, де підписав контракт на три роки з клубом Другої Бундесліги «Армінія» з Білефельда. У першій же грі за нову команду Зідлер отримав дві жовті картики.

### Збірна
Сільван Зідлер провів 14 матчів у складі молодіжної збірної Німеччини.

## Титули
Люцерн
 Переможець Кубка Швейцарії: 2020/21